# Коачелла
Коачелла (/koʊˈtʃɛlə/, /koʊ.əˈtʃɛlə/) (англ. Coachella Valley) — крупная долина на юге штата Калифорния, США. Простирается примерно на 72 км от хребта Сан-Бернардино на северо-западе до озера Солтон-Си на юго-востоке. Ширина долины составляет в среднем около 24 км. Коачелла ограничивается хребтами Сан-Джасинто и Санта-Роза (на юго-западе) и Литл-Сан-Бернардино (на северо-востоке). Разлом Сан-Андреас пересекает долину от гор Чоколит в её северо-восточном углу и идёт далее вдоль центральной линии хребта Литл-Сан-Бернардино. Из-за разлома в долине имеется множество горячих источников.
Несмотря на то, что географически долина является северо-западной окраиной пустыни Сонора, орошение сделало её важным сельскохозяйственным центром. Вода для орошения берётся из канала Коачелла — ответвления Американского канала, который несёт воду из реки Колорадо. Акведук Колорадо, обеспечивающий питьевой водой Лос-Анджелес и Сан-Диего, пересекает северо-восточную оконечность долины.
Население долины насчитывает около 600 тысяч человек; Коачелла — часть крупной метрополии Внутренняя Империя, которая является 13-й крупнейшей метрополией в США и 3 крупнейшей метрополией в штате Калифорния. Крупные города долины включают Палм-Спрингс и Палм-Дезерт. Летом дневные температуры в долине варьируют от 40 до 44°С; ночные температуры составляют от 24 до 30°С. Зимой дневные температуры меняются от 20 до 31°С; ночные — от 8 до 18°С. Ввиду круглогодичного тёплого климата местная сельскохозяйственная продукция включает манго, инжир и финики.